# Troll (gruppo musicale svedese)
Le Troll (precedentemente note come Trollrock) sono stati un gruppo musicale meteora svedese attivo negli anni ottanta e anni novanta. Sono conosciute soprattutto per il singolo Jimmy Dean.

## Discografia

### Album
- 1986 - Stoppa Sabbet (come Trollrock)
- 1989 - Troll
- 1990 - Put Your Hands in the Air

### Singoli
- 1987 - It's a Miracle
- 1988 - Calling on Your Heart
- 1988 - On a Kangaroo
- 1989 - Jimmy Dean
- 1990 - It's Serious
- 1990 - Midsummer Night
- 1990 - Put Your Hands in the Air
- 1991 - The Greatest Kid in Town